# 걸 서클
《걸 서클》(ギャルサー)은 일본 TV계열에서 2006년 4월 15일부터 6월 24일까지 방송된 텔레비전 드라마이다. (첫회는 14분 확대) 후지키 나오히토의 일본 TV 연속 드라마 첫 출연작이다.

## 개요

### 줄거리
'키타지마 신노스케'는 '제로니모Ⅲ세'에게 '이모코라는 아이를 찾아주길 바라'라고 부탁 받아 시부야로 향한다. 거리에서 밧줄을 휘두르는 신노스케의 기발한 행동에, 상점가의 사람들은 혼란에 빠진다. 그런 가운데, 신노스케는 '사키'등 걸들을 만난다.

### '이모코'의 정체
신노스케는 계속 걸 서클 “엔젤 하트”의 멤버라고 생각하는 도중,
- 유이카 : 그녀가 가지고 있는 엽서에 '이모코'와 관계가 있다고 의심(실제는 무관계)을 하고 있다.
- 레미 : 본명이 '이모코 (妹子)'이다.
- 사키 : 본명 '사키코'를 카타카나로 세로로 쓰면 '芋子'로 보여, 편지와 필적도 비슷하다.

가 후보에 올랐다. 그러나 결국, 신노스케의 카우보이 모자 안에 들어 있던 편지를 사키가 찾아내어, 불치의 병으로 죽은 신노스케의 친어머니 시부야 사치코 (카타카나를 세로로 쓰면 '사치코')가 9세 때에 쓴 편지를, 3살의 신노스케가 바다에 흘려 보냈덩 것이라고 판명되었다. 즉 신노스케 자신이 편지의 발송인 '이모코'인 것이 된다.

### 그 외
- 대지와 태양, 생명에 대해서 감사를 표하고 나서 식사를 하는 장면 (고마워요 대지, 고마워요 태양, 생명 고마워요, 잘 먹겠습니다)이 빈번히 등장한다.
- 매주 반드시, 현대의 일본 사회에 대한 교훈인 듯한 대사가 있다.
- 또 두 번 다시 모일 수 없는 GIRL역의 신인 여배우 (스즈키 에미, 아라가키 유이, 토다 에리카, 사츠카와 아이코, 나츠코, 야구치 마리, 이와사 마유코등)의 출연이 특징.
- 다음 번 회에 맞추어 주역이 되는 GIRL역에 대해서는 차례를 경감하는 대응을 취한 것도 특징.

## 등장 인물 및 배역
- 키타지마 신노스케 (北島進之助) - 후지키 나오히토 (카우보이, 33세)

갑자기 시부야에 나타난 카우보이. 7세까지는 일본의 고아원에서 자라, 그 다음은 애리조나에서 목장을 경영하는 수양부모의 곁에 거두어져 카우보이로 자랐지만 그 수양부모도 허리케인으로 죽었다. 일본어는 일단 이야기할 수 있지만, 더듬거리고, 독특한 표현이 많다 ( 'Why?' '00, 좋지 않아' 등).
계속 애리조나의 대자연에서 자랐기 때문에, 도시의 가치관에는 무연. 걸들과 만나 소동을 야기하지만, 써클내에서 일어난 사건을 어느새인가 해결하고 있다. 사냥감을 얻기 위해 공원에 함정을 걸고 있지만, 구멍에 떨어지는 것은 언제나 인간이다. 몇시라도 소란을 일으키기 위해, 상점가에서도 GIRL로부터도 처음은 경원되고 있었지만, 마지막엔 모두로부터 사랑받았다.
항상 소지하고 있는 밧줄로 사람을 잡거나 하고 있다. 모자를 항상 쓰고 있기 때문에, 리카에 대머리 은폐로 착각 되었지만, 실은 모자의 뒤에 애리조나의 모친이 꿰매어 준 중요한 부적이 있기 때문이었다.
GILR들에게서는 '아저씨'또는 '카우보이 아저씨'라고 불리고 있다. 애리조나 시절의 아명은 '우마코'. 매회, 반드시 명언을 말한다. 3년 후, 죠지의 생명을 구해 준 '우마코'를 찾기 위해서, 다시 시부야에 컴백한다.

### 엔젤 하트
- 사키 (サキ) - 토다 에리카 (엔젤하트 백팀, 16세)

총 인원수 300명의 시부야 최대의 걸 서클 “엔젤하트”의 아랫쪽 멤버. 써클 내의 낙오적 존재. 스미레와 시즈카가 엔젤 하트에 들어오는 것을 알고, 혼자 남겨지는 게 싫어서 어쩔 수 없이 따라 왔다. 신노스케와는 최악의 만남을 했지만, 신노스케에 친구라고 생각되어 언제나 정보를 제공하고 있다. 본인은 싫지는 않은 것 같다.
시오리가 골절했을 때는, 대타로 백팀의 리더 대리로 선택되었다. 아르바이트도 하고 있지 않기 때문에, 소지금은 언제나 10엔. 감자칩을 좋아한다. 본명은 히로세 사키코.
신노스케가 애리조나에 귀국하고 나서 3년간, 이모코를 찾고 있었다.
- 레미 (レミ) - 스즈키 에미 (엔젤하트 대표, 18세)

시부야 최대의 서클 '엔젤 하트'의 6대째 대표. 카리스마적인 매력으로 서클을 통솔해, 서클내에 엄격한 규율을 시행한다. 일이 있을 때마다, 엔젤 하트의 멤버의 앞에서 '그게, 00해 봐? 아-, 엔젤 하트는, ××라고 생각되어 버리잖아?'라는 농담을 걸어 장소를 누그러지게 하려 하고 있다.
본명은 오노노 이모코 (결혼 후는 이치노세 이모코). 이름이 원인으로 괴롭힘을 당한 과거를 갖고, '이모코'라고 불리는 것을 싫어하고 있다.'이모코'라고 들으면 발작적으로 상대를 후려갈겨 버린다. 고교 1년 때에 동급생을 때려 퇴학이 되었다.
제9화에, 신노스케와 이치노세에 의해 '이모코'라고 불려도 아무것도 느끼지 않게 된 것 같다. 3년 후에는, 이치노세와 결혼해 이치노세 이모코로 바뀌어 남아를 출산한다(이름은 '신노스케').
- 나기사 (ナギサ) - 아라가키 유이 (엔젤하트 흑팀 리더, 18세)

흑팀 리더. 서클내에서 제일 파라파라가 능숙, 세련되고 쿨한 성격. 하지만, 일찍이 엔젤 하트 대표의 지위를 레미와 싸워서 진 적도 있어 레미와는 뜻이 맞지 않고, 무언가 반항적인 태도를 취하지만, 드라마가 진행할 때 레미와의 우정이 서로 깊어진다.
전술의 레미의 농담에는 '안 그래'라고 태클을 건다.
실은 초등학교 때 엄청 뚱뚱했던 과거가 있고, 그것을 숨기고 있었다. 살찌는 것을 극단적으로 싫어 한다.
제3화에서는, 음식을 버린 것으로, 신노스케의 공원의 함정에 떨어졌다. 3년 후에는, 간호사가 된다. 본명은 사카시타 나기사.
- 유리카 (ユリカ) - 야구치 마리 (엔젤하트 흑팀, 23세(자칭16세))

흑팀 무드 메이커적 존재. 본명은 사이온지 레이카인 대졸 23세.
명문가의 아가씨였지만, 부모님이 체포된 후 추락해버렸다.
TV에서 본 엔젤하트를 동경해, 18세 때, 고등학교를 졸업하지 않으면 가입할 수 없는 엔젤하트에
16세 소녀라고 거짓말을 하고 들어갔다.
파라파라는 발군. 언동이 아줌씨처럼 보인다고 일컬어지거나, 키가 작아서 '꼬마'라고 매도될 때도 있지만,
성질이 강한 부분도 있다. 3년 후에는, 옷과 관련된 일을 한다.
- 리카 (リカ) - 이와사 마유코 (엔젤하트 차기 대표 후보, 17세)

레미가 신뢰를 가지고, 차기 총대표 후보 No.1. 파라파라는 그닥이지만, 요령있게 지금의 포지션을 이룩했다.
멤버들의 인망도 두텁다.
사키·시즈카·스미레가 다니는 고교의 학생회장으로, 교내에서는 수재임과 동시에 흑발의 미인으로서 알려지는 우등생이다.
연습 전에 전철역 화장실에서 옷을 갈아입는다. 제8화에서는, 리더 대리가 되어서 정서 불안정이 된 사키를 도왔다.
본명은 오오무라 리카코. 3년후에는, 대학생이 된다.
- 시즈카 (シズカ) - 사츠카와 아이미 (엔젤하트 백팀, 16세)

사키의 절친. 성실하지만 유감스럽게도 트로이 걸. 자주 넘어진다. 조금 서글서글한 곳도.
언젠가는, 파라파라를 화려하게 추는 것을 꿈꾸고 있다.
제1화에서 멤버에게 제외자 취급 된 것에 상처받고, 자살할 것 같아졌지만, 신노스케에 의해 무마되었다.
3년후에는, 보육사가 된다.
- 스미레 (スミレ) - 나츠코 (엔젤하트 백팀, 16세)

사키와 시즈카의 동급생. 서클내에서는 일단 표적인 존재. 점잖고 고분고분하므로, 강한 자에게는 바로 휘말린다.
또 우유부단. 3년후에는, 츠치야 문구점의 점원이 된다.

### 상점가 주변 사람들
- 이치노세 마코토 (一ノ瀬誠) - 사토 류타 (경찰관, 24세)

정직한 경찰관. 일인칭은 '본관'으로, 신노스케를 '이 자식' 또는 '카우보이'라고 부른다.
신노스케에게는 '순경'이라고 불린다.
신노스케와 모모를 데리고 살뿐만 아니라, 멋대로 국제 전화나 인터넷 다이얼 접속까지 사용되어
고액 요금이 청구되는 등의 경험을 당하고 있지만, 신노스케는 친구라고 생각하고 있다.
전화·인터넷값 절약 때문에 상시 접속으로 바꾸었지만, 그 접속 방식은 불명. 본가는 절이다.
지금까지 단 한번도 연애를 한 적이 없었지만, 제9화에서 레미를 사랑하게 되었다.
3년후에는 레미와 결혼하고, 아들에게 '신노스케'라고 하는 이름을 붙인다.
- 야나시타 테츠오 (柳下哲雄) - 나마세 카츠히사 (시부야 중앙 상가 상점 회장, 49세)

'클리포드'라는 음악 찻집을 경영하고 있다 (그의 찻집에 신노스케가 패러글라이딩 수트로 내려섰다). GIRL을 매우 싫어하고 있다. :거리를 황폐하게 하는 걸이나, 매번 소동을 일으키는 신노스케에 골치를 앓고 있다.
그러나, 마지막 이야기에서는, 신노스케의 구원 의식의 때, 자신의 중요한 장사 도구인 LP판을 잘라서 부메랑을 만들어, 신노스케의 목숨을 살렸다.
아내에게는 맞설 수 없다. 신노스케에게는 '안경잡이'라고 불리고 있지만, 그렇게 불리는 것은 좋아하지 않은 것 같다.
- 야나시타 에미코 (柳下恵美子) - 오시마 사토코 (상점 회장 부인, 43세)

테츠오의 아내. 재즈 찻집이 시대에 뒤떨어진다고 생각하고 있다.
- 츠치야 마모루 (土谷守) - 타카다 쥰지 (츠치야문구점 주인, 50세)

GIRL들이 가게에서 파는 물건을 사용해 '잉크 도둑'이라고 분개하고 있지만, 아무것도 주의를 줄 수 없다.
사실 엔젤하트의 집회소의 대가이었다. 레미에게 맞은 것을 생각해내고, 쓸데 없이 간섭할 생각이어서
일부러 집회장의 집세를 터무니 없게 불렀다 (당연히 거짓말).
- 아이카와 유사쿠 (相川勇作) - 누쿠미즈 요이치 (드럭스토어 점주, 44세)

매회, 신노스케나 걸들이 원인으로 가게 진열장이 쓰러져버린다. 제7화에서, 야나시타의 지명에 의해 상점회장이 된다 (제8화에서 그만둔다).
아키코를 계속 '호박'이라고 무시하고 있었지만, 실제는 연정을 품고 있어 아키코가 변장을 풀고 정체를 드러냈을 때
유일하게 한번 보고 그 정체를 알아차렸다. 그것이 계기가 되어 제10화에서 사랑하는 사이가 되고, 3년후에는 결혼한다.
- 하야카와 쇼코 (早川晶子) - 미우라 리에코 (드럭스토어 약제사, 33세)

신노스케에게 호의를 품고 있다. 아이카와에게는 언제나 '호박'이라고 불리지만, 사실은 어이없는 미인이다.
레미의 언니이며, 함께 생활하고 있다. 여동생을 걱정하고, 신노스케에 '이모코 찾기를 그만둬라'하고 협박 전화를 걸었다.
본명은 '오노 코마치'이지만, 자신이 원인이 되어서 여동생의 본명이 들키는 것을 두려워하고 있기 때문에, 변장해 가명을 사용하고 있었다.
진실을 전하기 위해서 변장을 풀었을 때는 '미녀=아키코'라고 안 사람은 유사쿠 밖에 없고,
그것이 계기가 되어 3년후에는 유사쿠와 결혼해 아이카와 코마치로 바뀌어, 임신한다.

### 제로니모 주변 인물
- 제로니모Ⅲ세 (ジェロニモIII世) - 후루타 아라타 (수수께끼 인디언, 40세)

신노스케의 절친이며, 은사이기도 하다. 모모의 아버지. 자신에게 편지를 보내 준 '이모코'라고 하는 17세의 소녀를 찾아 달라고 신노스케에게 부탁한다.
중병에 걸렸다고 생각하고 있었지만, 사실은 오랜 세월 키우고 있었던 쑥에 의한 알러지였다.
일본어를 잘 할 줄 알지만, 옛날 책에 매우 깊게 영향을 미쳤기 때문인 것. 그러나 시부야의 엄청난 인구가 있는 것을 보고 놀라는 등, 일본의 사정에 자세하다고는 말할 수 없는 것 같다.
비유해 이야기를 할 때는 부메랑을 이용할 때가 많다.
- 모모 (モモ) - 야마우치 나나 (현: 히나타 나나미) (제로니모의 외동딸, 8세)

신노스케를 돕기 위해서 방일. 일본어를 이야기할 수 있다. 매우 멀쩡하고, 신노스케를 걱정하고 있다. 태어나서 바로 어머니를 허리케인으로 여의고, 게다가 중병에 걸려버렸지만, '이모코'로부터의 편지에 들어 있었던 네잎 쑥의 씨앗으로 도움을 받았다.
제로니모를 '대디', 사키를 '언니'라고 부른다.
- 죠지 (ジョージ) - 아난 켄지 (제로니모의 친구, 43세)

제로니모의 의사. 신노스케를, 아직도 '신 신'이라고 부른다.
마지막 이야기에서는 허리케인에 의해 빈사의 상태가 되었지만, '우마코'로부터의 편지로 도움을 받았다.

## 방영일·부제·시청률
| 제1화                                     | 2006년 4월 15일 | 지상 30m 공포의 낙하, 우정을 죽이는 '죽어' 문자 (地上30メートル恐怖の落下、友情殺す死ねメール)                             | 15.4% |
| 제2화                                     | 2006년 4월 22일 | 잃어버린 신용…눈물로 뽑는 우정의 드레스 (失われた信用・・・涙で紡ぐ友情のドレス)                                           | 13.5% |
| 제3화                                     | 2006년 4월 29일 | 격돌 프라이드녀의 대결 결사적 비밀 다이어트 (壮絶激突プライド女の対決命懸け秘ダイエット)                                   | 16.0% |
| 제4화                                     | 2006년 5월 6일  | 사기 GIRL 비밀의 7 변화…오만한 여자 아나운서에 앙천역습 (詐欺ギャル秘七変化・・・高慢女子アナへ仰天逆襲)                   | 12.3% |
| 제5화                                     | 2006년 5월 13일 | 카우보이는 방화범? 제로니모의 배반 vs 고마워요 대지 (カウボーイは放火犯?ジェロニモの裏切りvsありがとう大地)                | 12.8% |
| 제6화                                     | 2006년 5월 20일 | 저주의 문장? 미소녀가 차례차례 사라졌다! 괴기 현상의 수수께끼를 쫓아라 (呪いの紋章?美少女が次々消えた!怪奇現象の謎を追え!) | 10.8% |
| 제7화                                     | 2006년 5월 27일 | 꿈을 단념하지 말라! 카우보이 폭주 시부야에서 권총 난사 (夢を諦めるな!カウボーイ暴走渋谷で拳銃乱射)                         | 11.6% |
| 제8화                                     | 2006년 6월 3일  | 여생 1일! 수수께끼의 신데렐라 여고생 궁극의 선택 (余命1日!謎のシンデレラ女子高生究極の選択)                                | 10.9% |
| 제9화                                     | 2006년 6월 10일 | 카리스마 걸의 충격 과거, 상심 구한 첫사랑의 눈물 (カリスマギャルの衝撃過去傷心救った初恋の涙)                              | 11.3% |
| 제10화                                    | 2006년 6월 17일 | 결국 판명!? 생명의 은인…감동의 재회와 영원한 이별 (遂に判明!?命の恩人・・・感動の再会と永遠の別れ)                         | 13.2% |
| 제11화                                    | 2006년 6월 24일 | 눈물의 유언, 소녀들의 졸업, 시부야의 거리에 기적이! (涙の遺言少女達の卒業渋谷の街に奇跡が!)                                | 13.9% |
| 평균 시청률: 12.9%                        |                 | |       |
| (시청률은 간토 지방·비디오 리서치사 조사) |                 | |       |